# جانفير نديكومانا
جانفير نديكومانا هو لاعب كرة قدم بوروندي في مركز حراسة المرمى، ولد في 17 فبراير 1983 في بوجومبورا في بوروندي. شارك مع منتخب بوروندي لكرة القدم. أما مع النوادي، فقد لعب مع Ålgård FK ‏.

## وصلات خارجية
- جانفير نديكومانا على موقع الاتحاد الدولي (مؤرشف)  (الإنجليزية)
- جانفير نديكومانا على موقع قاعدة بيانات كرة القدم.إي يو (الإنجليزية)
- جانفير نديكومانا على موقع ناشيونال فوتبول تيمز (الإنجليزية)

.